# اسلکوم (دهانه)
اسلکوم یک دهانه برخوردی در ماه‌ است.